# Danh sách tập phim 7 Samurai
7 Samurai là một bộ anime được chuyển thể từ manga cùng tên của Kurosawa Akira. Phim thực hiện bởi đạo diễn Takizawa Toshifumi với 26 tập phim. Phim được phát sóng tại Nhật Bản từ 12 tháng 6 năm 2004 đến 25 tháng 12 năm 2004. Sau đó phim được phát sóng ở một số quốc gia trên thế giới và tại Việt Nam phim phát trên kênh HTV3 từ 9 tháng 8 năm 2010.

## Danh sách tập
| #  | Tên tập phim                                   | Ngày phát sóng gốc        | Ngày phát sóng tại Việt Nam |
| -- | ---------------------------------------------- | ------------------------- | --------------------------- |
| 01 | "The Master (The Murderer)" "Kiru!" (斬る!)    | ngày 12 tháng 6 năm 2004  | 9 tháng 8 năm 2010          |
| 02 | "The Pupil" "Kuu!" (喰う!)                     | ngày 12 tháng 6 năm 2004  | 10 tháng 8 năm 2010         |
| 03 | "The Entertainer" "Gojōdan o!" (ご冗談を!)     | ngày 10 tháng 7 năm 2004  | 11 tháng 8 năm 2010         |
| 04 | "The Loner" "Mairu!" (参る!)                   | ngày 10 tháng 7 năm 2004  | 12 tháng 8 năm 2010         |
| 05 | "The Drifter" "Osomatsu!" (お粗末!)            | ngày 24 tháng 7 năm 2004  | 16 tháng 8 năm 2010         |
| 06 | "The Fool" "Makasero!" (任せろ!)               | ngày 24 tháng 7 năm 2004  | 17 tháng 8 năm 2010         |
| 07 | "The Friend" "Iyasu!" (癒す!)                  | ngày 14 tháng 8 năm 2004  | 18 tháng 8 năm 2010         |
| 08 | "The Guardians" "Ikaru!" (怒る!)               | ngày 14 tháng 8 năm 2004  | 19 tháng 8 năm 2010         |
| 09 | "The Bandits" "Mapputatsu!" (真っ二つ!)        | ngày 28 tháng 8 năm 2004  | 23 tháng 8 năm 2010         |
| 10 | "The Journey" "Tsudou!" (集う!)                | ngày 28 tháng 8 năm 2004  | 24 tháng 8 năm 2010         |
| 11 | "The Village" "Yatte Kita!" (やって来た!)      | ngày 11 tháng 9 năm 2004  | 25 tháng 8 năm 2010         |
| 12 | "The Truth" "Wameku!" (わめく!)                | ngày 11 tháng 9 năm 2004  | 26 tháng 8 năm 2010         |
| 13 | "The Attack" "Utsu!" (撃つ!)                   | ngày 25 tháng 9 năm 2004  | 30 tháng 8 năm 2010         |
| 14 | "The Offering" "Abareru!" (暴れる!)            | ngày 25 tháng 9 năm 2004  | 31 tháng 8 năm 2010         |
| 15 | "The Gun and The Calm" "Zubunure!" (ずぶ濡れ!) | ngày 9 tháng 10 năm 2004  | 1 tháng 9 năm 2010          |
| 16 | "The Storm" "Shisu!" (死す!)                   | ngày 9 tháng 10 năm 2004  | 2 tháng 9 năm 2010          |
| 17 | "The Remembrance" "Karu!" (刈る!)              | ngày 23 tháng 10 năm 2004 | 6 tháng 9 năm 2010          |
| 18 | "The Emperor" "Moguru!" (潜る!)                | ngày 23 tháng 10 năm 2004 | 7 tháng 9 năm 2010          |
| 19 | "The Mutiny" "Somuku!" (叛く!)                 | ngày 13 tháng 11 năm 2004 | 8 tháng 9 năm 2010          |
| 20 | "The Execution" "Kigaeru!" (着替える!)         | ngày 13 tháng 11 năm 2004 | 9 tháng 9 năm 2010          |
| 21 | "The Rescue" "Tawake!" (たわけ!)               | ngày 27 tháng 11 năm 2004 | 13 tháng 9 năm 2010         |
| 22 | "The Divide" "Hippataku!" (ひっぱたく!)        | ngày 27 tháng 11 năm 2004 | 14 tháng 9 năm 2010         |
| 23 | "The Lies" "Usotsuki!" (うそつき!)             | ngày 11 tháng 12 năm 2004 | 15 tháng 9 năm 2010         |
| 24 | "The Oaths" "Chigiru!" (契る!)                 | ngày 11 tháng 12 năm 2004 | 16 tháng 9 năm 2010         |
| 25 | "The Last Battle" "Ochiru!" (堕ちる!)          | ngày 25 tháng 12 năm 2004 | 20 tháng 9 năm 2010         |
| 26 | "The Era's End" "Ueru!" (植える!)              | ngày 25 tháng 12 năm 2004 | 21 tháng 9 năm 2010         |